# Lucio Verginio Tricosto Esquilino
Lucio Verginio Tricosto Esquilino  fue un político y militar romano del siglo V a. C. perteneciente a la gens Verginia.

## Familia
Verginio fue miembro de los Verginios Tricostos, la rama familiar patricia de la gens Verginia.

## Carrera pública
Obtuvo el cargo de tribuno consular en el año 402 a. C. y fue uno de los comandantes encargados de dirigir el sitio de Veyes. Siendo atacado por capenates y faliscos el campamento de su colega Manio Sergio Fidenas, con el que estaba enemistado, no le procuró ayuda porque aquel no se la pidió. Convocados ambos ante el Senado para dar explicaciones, se enzarzaron en una agria disputa que arrastró a la mayoría de senadores a tomar partido por uno u otro. Por un senadoconsulto, el Senado resolvió anticipar las siguientes elecciones al tribunado consular para zanjar el asunto. Aunque tanto Sergio como Verginio se resistieron en un principio a dejar el cargo, otro de sus colegas, Cayo Servilio Ahala, amenazó con nombrar a un dictador para desatascar la situación y las elecciones se pudieron llevar a cabo.
Al año siguiente, Sergio y Verginio fueron llevados a juicio por los tribunos de la plebe Publio Curiacio, Marco Metilio y Marco Minucio por la nefasta conducción del asedio de Veyes, aunque los tribunos de la plebe pretendían con el juicio desviar la atención del pueblo de los intentos de otro tribuno de la plebe, Cneo Trebonio, de aplicar la Ley Trebonia. A pesar de los alegatos por su inocencia, Sergio y Verginio fueron encontrados culpables y condenados a pagar cada uno una multa de diez mil libras de bronce.